# Devon Russell
Pour les articles homonymes, voir Russell.
Devon Russell (ou Devon Russel, ou encore Devon Irons lorsqu'il travailla avec Lee Perry) est un chanteur jamaïcain de reggae, membre des Tartans (en) à la fin des années 1960, avec Cedric Myton, Prince Lincoln Thompson et Lindberg Lewis. Il est mort le 18 juin 1997.

## Biographie
La carrière de Russell a commencé dans les années 1960 avec les Tartans, un groupe qui comprenait également le prince Lincoln Thompson, Linbergh "Preps" Lewis et Cedric Myton. Lorsque les tartans démantelés, Russell a entrepris une carrière solo, et pendant un certain temps a rejoint Racines culturelles en tant que chanteur. Il a également enregistré avec Myton en tant que Devon & Cedric. Au milieu des années 1970, Russell a enregistré pour Lee « Scratch » Perry 11 chansons qui n'ont jamais été publiées et contrairement à la croyance populaire, il n'a jamais enregistré sous le nom de Devon Irons. Au début des années 1980, il a enregistré pour Clement «Coxsone» Dodd de Studio One étiquette, et son premier album solo, Roots Music, a été produit par Dodd et publié sur Sweet Music Records en 1982. En 1983, il a été invité à se joindre au Congos pour une tournée européenne, avant de déménager au Royaume-Uni. Il a ensuite travaillé avec Roy Cousins sur son deuxième album, Prison Life. Au début des années 1990, il a travaillé avec les trains Zion et Skaville. En 1996, son quatrième album, Darker Than Blue, était un hommage à Curtis Mayfield, comprenant intégralement des reprises de Mayfield.
Ses productions comprennent Big Youth album de 1978 Isaïe premier prophète de l'Ancien.
Russell est décédé d'une tumeur au cerveau le 18 juin 1997.

## Discographie
- 1982 : Jah Homebound Train
- 1983 : Prison Life (Tamoki Wambesi)

- 1996 - Darker Than Blue(Classic Sound)

- 19xx - Roots Music
- 19xx - Money sex and violence (Devon Russell & The Cultural Roots)